# مصطفى ساهل
مصطفى ساهل (5 مايو 1946 - 7 أكتوبر 2012)، هو دبلوماسي وسياسي مغربي.

## حياته
وُلد يوم 5 مايو 1946 في أولاد فريج، الجديدة، حاصل على الإجازة في الحقوق وعلى دبلوم الدراسات العليا في القانون العام.
وسبق لمصطفى أن شغل العديد من المناصب المهمة، حيث تقلد في 7 يوليو 2001 منصب والي على جهة الرباط سلا زمور زعير، كما تولى عدة مناصب إدارية من بينها على الخصوص مراقباً مالياً ورئيس مصلحة ميزانية التسيير ورئيس قسم ميزانية التجهيز ومدير الميزانية ومكلف بالكتابة العامة بوزارة الاقتصاد والمالية ومديراُ عاماً لصندوق التجهيز الجماعي.
ثم أصبح يعمل كمتصرف وسبق له أن عُيِّن سنة في الفترة ما بين 1993 و1997 وزيراً للصيد البحري والملاحة التجارية، وشغل أيضاً منصب مندوب الحكومة لدى بنك المغرب وعضواً في المجلس الإداري للصندوق العربي للإنماء الاقتصادي والاجتماعي الذي يوجد مقره بالكويت، كما كان من 11 أغسطس 1997 حتى 14 مارس 1998 وزيراً مكلفاً بالعلاقات مع البرلمان والمجتمع المدني.
كما عُيِّن في 7 نوفمبر 2002 وزيرا للداخلية في حكومة جطو الأولى، وظل في هذا المنصب حتى 15 فبراير 2006 وخلفه شكيب بن موسى، حيث أصبح يشغل منذ ذلك الحين منصب سفير المملكة المغربية لدى الأمم المتحدة، ثم سفيراً للمملكة لدى فرنسا في 21 يناير 2009، ليتم تعيينه بعد ذلك من طرف الملك محمد السادس في 5 أكتوبر 2011 مستشاراً له وبقي في هذا المنصب حتى وفاته في 7 أكتوبر 2012.